# جغرافیای تاجیکستان

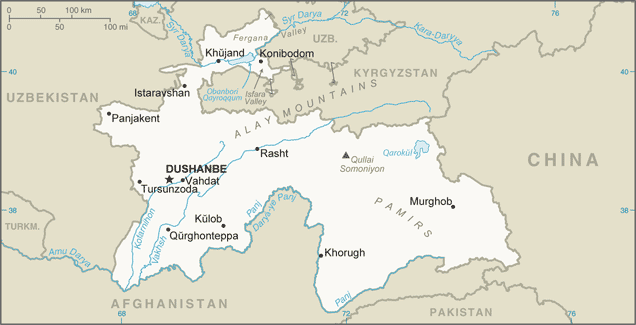
نقشه تاجیکستان

تاجیکستان بین قرقیزستان و ازبکستان در شمال و غرب، چین در شرق و افغانستان در جنوب قرار دارد. کوه‌ها ۹۳ درصد از مساحت تاجیکستان را پوشانده‌اند. دو رشته کوه اصلی، رشته‌کوه پامیر و رشته‌کوه آلای، سرچشمه بسیاری از نهرها و رودخانه‌های تغذیه‌شده از یخچال‌ها هستند که از زمان‌های قدیم برای آبیاری زمین‌های کشاورزی مورد استفاده قرار گرفته‌اند. سایر رشته‌کوه‌های اصلی آسیای مرکزی، تیان شان، از شمال تاجیکستان می‌گذرد. زمین‌های کوهستانی، دو مرکز جمعیتی تاجیکستان را که در مناطق پست جنوبی (رودخانه پنج) و شمالی (دره فرغانه) کشور قرار دارند، از هم جدا می‌کند. به ویژه در مناطق فعالیت‌های فشرده کشاورزی و صنعتی، سیاست‌های بهره‌برداری از منابع طبیعی اتحاد جماهیر شوروی، تاجیکستان مستقل را با میراثی از مشکلات زیست‌محیطی رها کرد.

## ابعاد و مرزها
تاجیکستان با مساحت ۱۴۲٬۶۰۰ کیلومتر مربع (۵۵٬۱۰۰ مایل مربع)، حداکثر امتداد شرقی-غربی ۷۰۰ کیلومتر (۴۳۰ مایل) و حداکثر امتداد شمالی-جنوبی ۳۵۰ کیلومتر (۲۲۰ مایل) را دارد. مرز بسیار نامنظم این کشور ۳٬۶۵۱ کیلومتر (۲٬۲۶۹ مایل) طول دارد، از جمله ۴۱۴ کیلومتر (۲۵۷ مایل) در امتداد مرز چین در شرق و ۱٬۲۰۶ کیلومتر (۷۴۹ مایل) در امتداد مرز با افغانستان در جنوب. بیشتر مرز جنوبی با افغانستان توسط آمودریا (دریا واژه فارسی برای رودخانه است) و شاخه آن رودخانه پنج (دریای پنج) تعریف شده‌است که سرچشمه‌های آن در افغانستان و تاجیکستان قرار دارد. همسایگان دیگر، جمهوری‌های شوروی سابق ازبکستان (در غرب و شمال) و قرقیزستان (در شمال) هستند.

## توپوگرافی و زهکشی

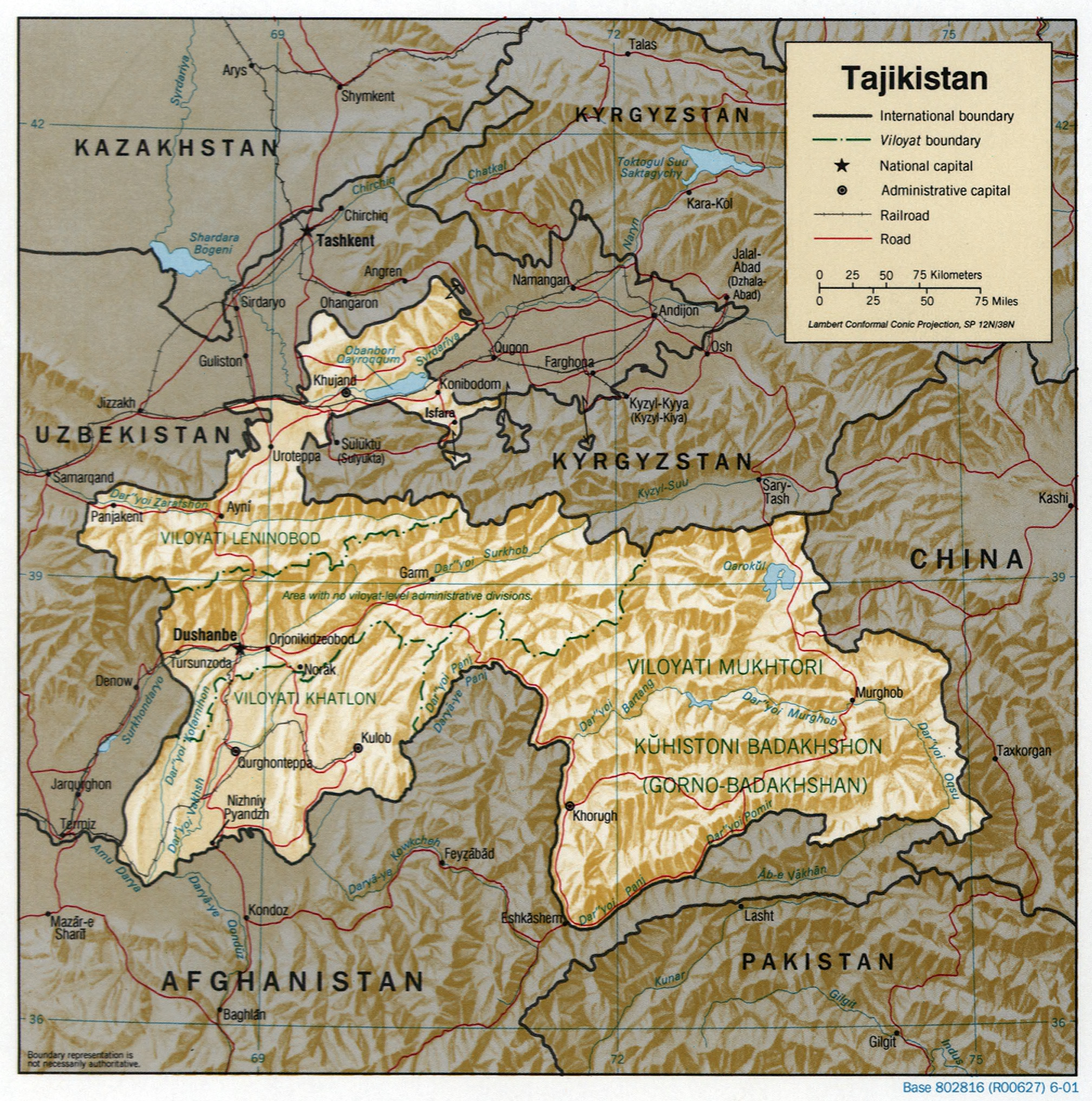
نقشه تفصیلی تاجیکستان

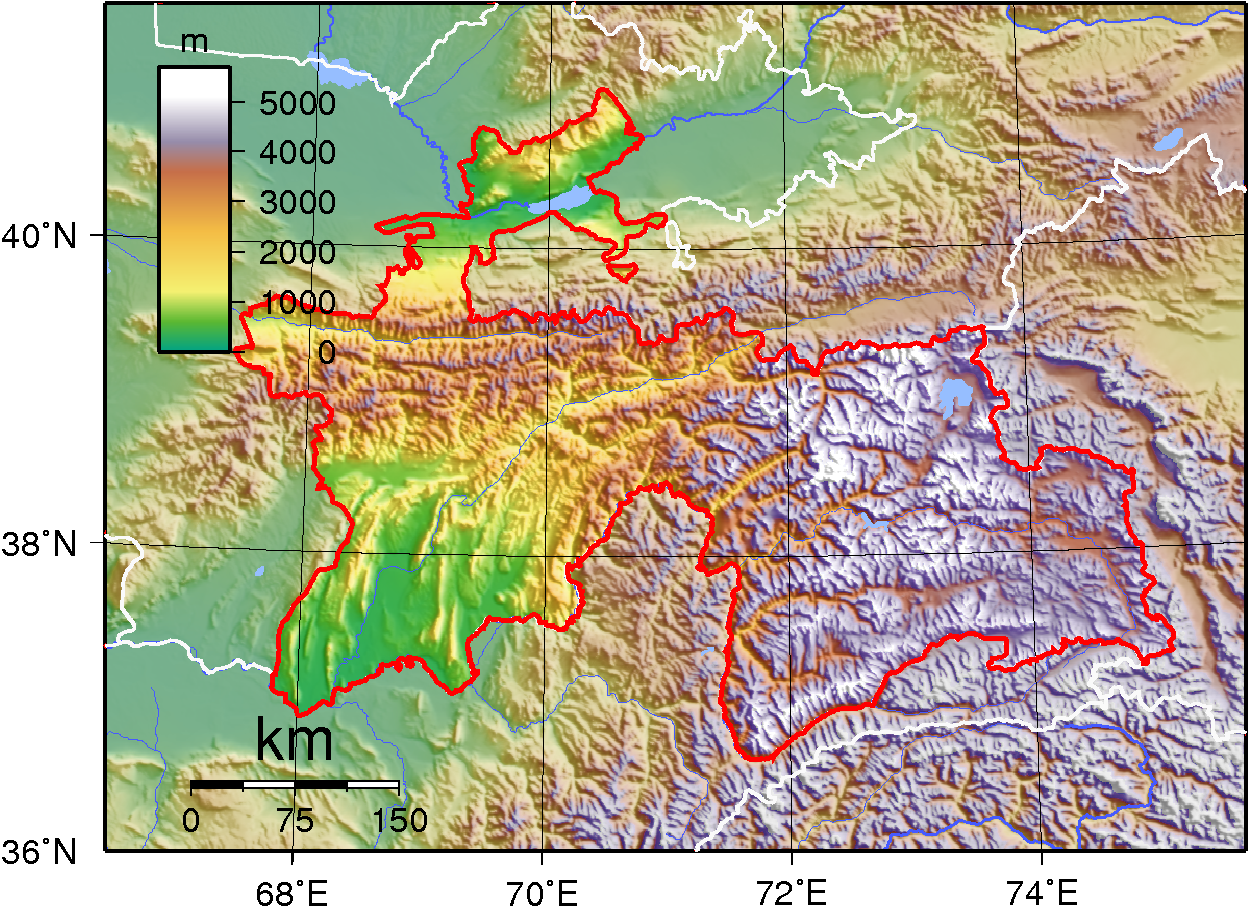
توپوگرافی تاجیکستان

ارتفاعات پایین‌تر تاجیکستان توسط مجموعه‌ای پیچیده از سه رشته کوه که غربی‌ترین امتداد سامانه عظیم تیان شان را تشکیل می‌دهند، به مناطق شمالی و جنوبی تقسیم می‌شوند. این رشته‌ها که اساساً به صورت موازی از شرق به غرب امتداد دارند، عبارتند از ترکستان، زرافشان و حصار (حصار). آخرین مورد درست در شمال پایتخت، دوشنبه، واقع شده است که در غرب مرکزی تاجیکستان قرار دارد.
بیش از نیمی از تاجیکستان در ارتفاعی بالاتر از ۳٬۰۰۰ متر (۹٬۸۰۰ فوت) قرار دارد. حتی مناطق پست، که در دره فرغانه در منتهی الیه شمال و در ولایت ختلان در جنوب غربی واقع شده‌اند، به مراتب بالاتر از سطح دریا هستند. در رشته کوه ترکستان، مرتفع‌ترین رشته از رشته‌های غربی، حداکثر ارتفاع ۵٬۵۱۰ متر (۱۸٬۰۸۰ فوت) است. بالاترین ارتفاعات این رشته در شرق، نزدیک مرز با قرقیزستان قرار دارند. این منطقه تحت سلطه قله‌های سامانه کوهستانی پامیر-آلای، از جمله دو مورد از سه ارتفاع بلند در اتحاد جماهیر شوروی سابق است: کوه لنین — ۷٬۱۳۴ متر (۲۳٬۴۰۶ فوت) و قله اسماعیل سامانی — ۷٬۴۹۵ متر (۲۴٬۵۹۰ فوت). چندین قله دیگر در این منطقه نیز از ۷٬۰۰۰ متر (۲۳٬۰۰۰ فوت) تجاوز می‌کنند. کوه‌ها حاوی یخچال‌های طبیعی متعددی هستند که بزرگ‌ترین آن‌ها، یخچال فدچنکو، بیش از ۷۰۰ کیلومتر مربع (۲۷۰ مایل مربع) مساحت دارد و بزرگ‌ترین یخچال طبیعی در جهان خارج از مناطق قطبی است. از آنجا که تاجیکستان در یک کمربند فعال لرزه‌ای قرار دارد، زمین لرزه‌های شدید رایج هستند.

### دره فرغانه
دره فرغانه، پرجمعیت‌ترین منطقه در آسیای مرکزی که توسط سیردریا در بالادست آن آبیاری می‌شود، در بازوی شمال شرقی ازبکستان و شمال تاجیکستان گسترده شده است. این دره طولانی که بین دو رشته کوه — رشته کوه کورامین در شمال و رشته کوه ترکستان در جنوب — قرار دارد، در خجند در سیردریا به پایین‌ترین ارتفاع خود یعنی ۳۲۰ متر (۱٬۰۵۰ فوت) می‌رسد. رودخانه‌ها رسوبات غنی خاک را از کوه‌های اطراف به دره فرغانه می‌آورند و مجموعه‌ای از واحه‌های حاصلخیز را ایجاد می‌کنند که از دیرباز برای کشاورزی ارزشمند بوده‌اند.

### زهکشی
در شبکه متراکم رودخانه‌ای تاجیکستان، بزرگ‌ترین رودخانه‌ها سیردریا و آمودریا هستند. بزرگ‌ترین شاخه‌ها وخش و کافرنهان هستند که دره‌هایی را از شمال شرقی به جنوب غربی در سراسر غرب تاجیکستان تشکیل می‌دهند. آمودریا بیش از هر رودخانه دیگری در آسیای مرکزی آب حمل می‌کند. بالادست آمودریا، که رودخانه پنج نامیده می‌شود، ۹۲۱ کیلومتر (۵۷۲ مایل) طول دارد. نام این رودخانه در محل تلاقی رودخانه‌های پنج، وخش و کافرنهان در منتهی الیه جنوب غربی تاجیکستان تغییر می‌کند. وخش، که در بالادست در قرقیزستان قیزیل‌سو (به زبان‌های ترکی به معنی «آب سرخ») و در میانه مسیر خود در شمال مرکزی تاجیکستان سرخاب نامیده می‌شود، دومین رودخانه بزرگ در جنوب تاجیکستان پس از سامانه آمو-پنج است. در دوره شوروی، وخش در چندین نقطه برای آبیاری و تولید برق سد شد، که مهم‌ترین آن‌ها در نارک (نورک)، در شرق دوشنبه، جایی که یکی از بلندترین سدهای جهان مخزن نارک را تشکیل می‌دهد، قرار دارد. کارخانه‌های متعددی نیز در امتداد وخش برای بهره‌برداری از آب و پتانسیل تولید برق آن ساخته شدند. به دلیل توزیع نامتوازن آب در سراسر آسیای مرکزی، شوروی‌ها سیستمی را ایجاد کردند که در آن قرقیزستان و تاجیکستان در تابستان آب را به قزاقستان، ترکمنستان و ازبکستان تامین می‌کردند و این سه کشور در زمستان نفت و گاز را به قرقیزستان و تاجیکستان می‌رساندند. پس از فروپاشی اتحاد جماهیر شوروی در سال ۱۹۹۱، این سیستم از هم پاشید و هنوز طرح جدیدی برای تقسیم منابع به اجرا درنیامده است. بر اساس تحقیقات انجام شده توسط گروه بین‌المللی بحران، این امر ناشی از فساد و فقدان اراده سیاسی است؛ عدم حل این مسئله می‌تواند منجر به بی‌ثباتی منطقه‌ای غیرقابل برگشت شود.
دو رودخانه مهم در شمال تاجیکستان سیردریا و زرافشان هستند. اولی، دومین رودخانه طولانی در آسیای مرکزی با طول کل ۲٬۴۰۰ کیلومتر (۱٬۵۰۰ مایل)، به طول ۱۹۵ کیلومتر (۱۲۱ مایل) در سراسر دره فرغانه در منتهی الیه شمال تاجیکستان امتداد دارد. رودخانه زرافشان، با طول کل ۷۸۱ کیلومتر (۴۸۵ مایل)، به طول ۳۱۶ کیلومتر (۱۹۶ مایل) از شمال مرکزی تاجیکستان می‌گذرد. رودخانه‌های تاجیکستان دو بار در سال به اوج آب می‌رسند: در بهار، تغذیه شده از فصل بارانی و ذوب برف‌های کوهستانی، و در تابستان، تغذیه شده از ذوب یخچال‌ها. سیلاب‌های تابستانی برای آبیاری، به ویژه در دره فرغانه و دره‌های جنوب شرقی تاجیکستان، مفیدتر هستند. بیشتر دریاچه‌های تاجیکستان منشأ یخبندانی دارند و در منطقه پامیر در نیمه شرقی کشور واقع شده‌اند. بزرگ‌ترین آن‌ها، دریاچه قره‌قل، یک دریاچه نمکی فاقد حیات است که در ارتفاع ۴٬۲۰۰ متر (۱۳٬۸۰۰ فوت) قرار دارد. دومین بدنه آبی بزرگ تاجیکستان مخزن قره‌قوم، یک دریاچه مصنوعی به طول ۴۴ کیلومتر (۲۷ مایل) در قلب دره فرغانه، نه چندان دور از شهر خجند در ولایت سغد است. این دریاچه از سیردریا تغذیه می‌شود. یکی دیگر از دریاچه‌های طبیعی معروف با منشأ یخبندانی دریاچه اسکندرکول است. این دریاچه از مخزن قره‌قوم کوچکتر است و در رشته کوه فان در غرب تاجیکستان قرار دارد.

## آب و هوا

نقشهٔ تاجیکستان بر اساس طبقه‌بندی اقلیمی کوپن

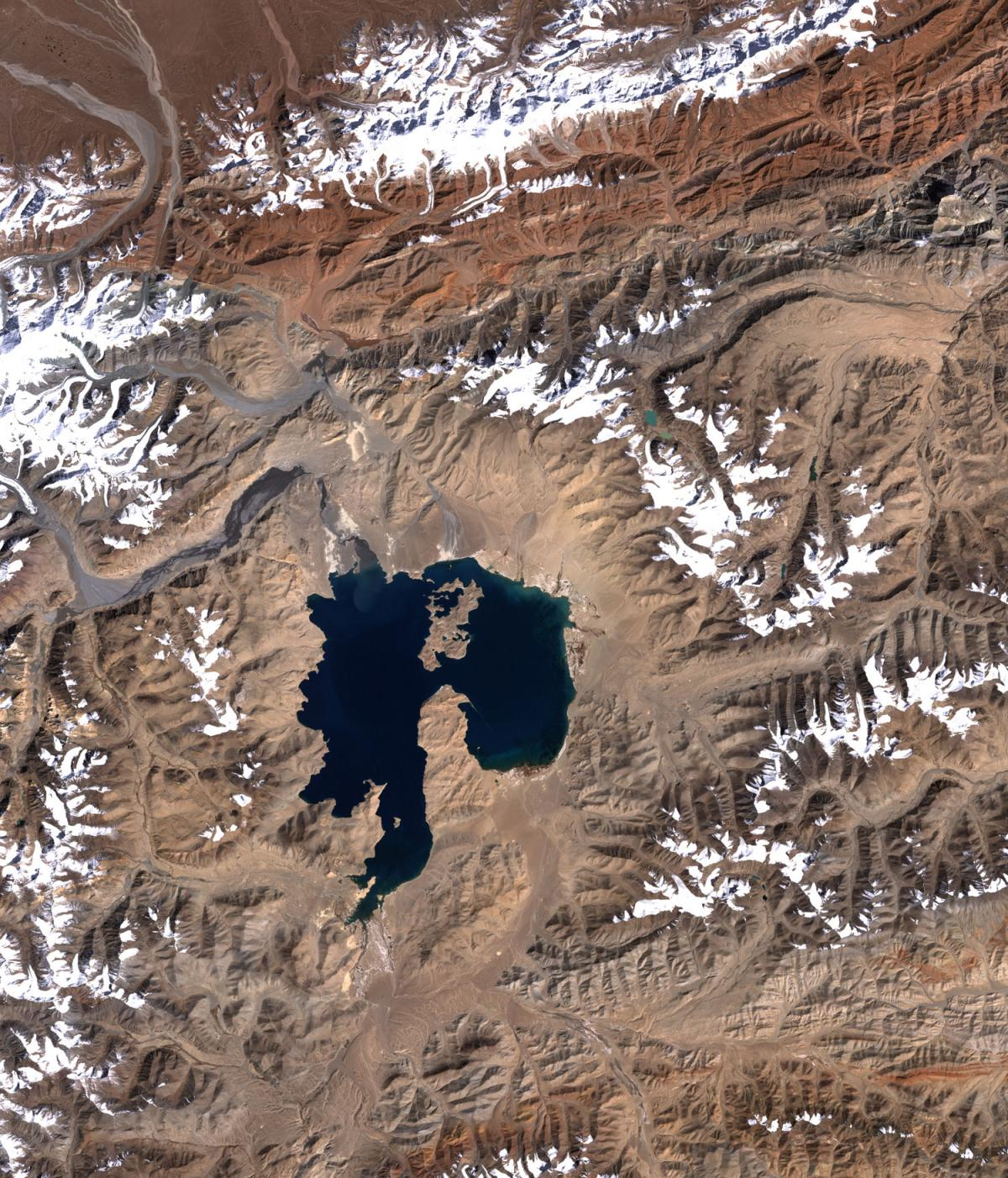
قره‌قل دریاچه‌ای است که در داخل یک دهانهٔ برخوردی در تاجیکستان تشکیل شده‌است.

آب و هوای تاجیکستان قاره‌ای، نیمه‌گرمسیری و نیمه‌خشک است و برخی مناطق بیابانی نیز دارد. با این حال، تغییرات آب و هوایی به شدت با ارتفاع تغییر می‌کند. درهٔ فرغانه و سایر مناطق پست از توده‌های هوای قطبی توسط کوه‌ها محافظت می‌شوند، اما دما در آن منطقه همچنان بیش از صد روز در سال به زیر صفر می‌رسد. در مناطق پست نیمه‌گرمسیری جنوب غربی، که بالاترین میانگین دما را دارند، آب و هوا خشک است، اگرچه برخی از بخش‌ها اکنون برای کشاورزی آبیاری می‌شوند. در ارتفاعات پایین‌تر تاجیکستان، میانگین دامنهٔ دما در ماه ژوئیه بین ۲۳ تا ۳۰ درجهٔ سانتی‌گراد (۷۳ تا ۸۶ درجهٔ فارنهایت) و در ماه ژانویه بین منفی ۱ تا ۳ درجهٔ سانتی‌گراد (۳۰ تا ۳۷ درجهٔ فارنهایت) است.
تاجیکستان مرطوب‌ترین جمهوری در آسیای مرکزی است، با میانگین بارندگی سالانه در دره‌های کافرنهان و وخش در جنوب حدود ۵۰۰ تا ۶۰۰ میلی‌متر و در کوه‌ها تا ۱۵۰۰ میلی‌متر. در یخچال فدچنکو، هر سال تا ۲۲۳٫۶ سانتی‌متر برف می‌بارد. تنها در درهٔ شمالی فرغانه و در مناطق سایهٔ بارانی پامیر شرقی است که میزان بارندگی به اندازهٔ سایر مناطق آسیای مرکزی پایین است: در پامیر شرقی کمتر از ۱۰۰ میلی‌متر در سال باران می‌بارد. بیشتر بارندگی در زمستان و بهار رخ می‌دهد.
| داده‌های اقلیم دوشنبه (۱۹۹۱–۲۰۲۰، رکوردهای اوج ۱۹۲۶–اکنون)                                                        | داده‌های اقلیم دوشنبه (۱۹۹۱–۲۰۲۰، رکوردهای اوج ۱۹۲۶–اکنون) | داده‌های اقلیم دوشنبه (۱۹۹۱–۲۰۲۰، رکوردهای اوج ۱۹۲۶–اکنون) | داده‌های اقلیم دوشنبه (۱۹۹۱–۲۰۲۰، رکوردهای اوج ۱۹۲۶–اکنون) | داده‌های اقلیم دوشنبه (۱۹۹۱–۲۰۲۰، رکوردهای اوج ۱۹۲۶–اکنون) | داده‌های اقلیم دوشنبه (۱۹۹۱–۲۰۲۰، رکوردهای اوج ۱۹۲۶–اکنون) | داده‌های اقلیم دوشنبه (۱۹۹۱–۲۰۲۰، رکوردهای اوج ۱۹۲۶–اکنون) | داده‌های اقلیم دوشنبه (۱۹۹۱–۲۰۲۰، رکوردهای اوج ۱۹۲۶–اکنون) | داده‌های اقلیم دوشنبه (۱۹۹۱–۲۰۲۰، رکوردهای اوج ۱۹۲۶–اکنون) | داده‌های اقلیم دوشنبه (۱۹۹۱–۲۰۲۰، رکوردهای اوج ۱۹۲۶–اکنون) | داده‌های اقلیم دوشنبه (۱۹۹۱–۲۰۲۰، رکوردهای اوج ۱۹۲۶–اکنون) | داده‌های اقلیم دوشنبه (۱۹۹۱–۲۰۲۰، رکوردهای اوج ۱۹۲۶–اکنون) | داده‌های اقلیم دوشنبه (۱۹۹۱–۲۰۲۰، رکوردهای اوج ۱۹۲۶–اکنون) | داده‌های اقلیم دوشنبه (۱۹۹۱–۲۰۲۰، رکوردهای اوج ۱۹۲۶–اکنون) |
| ماه | ژانویه                                                    | فوریه                                                     | مارس                                                      | آوریل                                                     | مه                                                        | ژوئن                                                      | ژوئیه                                                     | اوت                                                       | سپتامبر                                                   | اکتبر                                                     | نوامبر                                                    | دسامبر                                                    | سال                                                       |
| --- | --------------------------------------------------------- | --------------------------------------------------------- | --------------------------------------------------------- | --------------------------------------------------------- | --------------------------------------------------------- | --------------------------------------------------------- | --------------------------------------------------------- | --------------------------------------------------------- | --------------------------------------------------------- | --------------------------------------------------------- | --------------------------------------------------------- | --------------------------------------------------------- | --------------------------------------------------------- |
| سابقهٔ بیش‌ترین °C (°F)                                                                                            | ۲۱٫۸ (۷۱)                                                 | ۲۷٫۷ (۸۲)                                                 | ۳۲٫۲ (۹۰)                                                 | ۳۵٫۳ (۹۶)                                                 | ۳۸٫۸ (۱۰۲)                                                | ۴۳٫۰ (۱۰۹)                                                | ۴۳٫۷ (۱۱۱)                                                | ۴۵٫۰ (۱۱۳)                                                | ۳۸٫۹ (۱۰۲)                                                | ۳۶٫۸ (۹۸)                                                 | ۳۱٫۹ (۸۹)                                                 | ۲۴٫۳ (۷۶)                                                 | ۴۵٫۰ (۱۱۳)                                                |
| میانگین بیش‌ترین °C (°F)                                                                                          | ۹٫۰ (۴۸)                                                  | ۱۱٫۰ (۵۲)                                                 | ۱۷٫۰ (۶۳)                                                 | ۲۲٫۸ (۷۳)                                                 | ۲۷٫۹ (۸۲)                                                 | ۳۳٫۶ (۹۲)                                                 | ۳۶٫۴ (۹۸)                                                 | ۳۵٫۵ (۹۶)                                                 | ۳۱٫۳ (۸۸)                                                 | ۲۴٫۴ (۷۶)                                                 | ۱۶٫۷ (۶۲)                                                 | ۱۱٫۱ (۵۲)                                                 | ۲۳٫۱ (۷۴)                                                 |
| میانگین روزانه °C (°F)                                                                                           | ۳٫۱ (۳۸)                                                  | ۵٫۰ (۴۱)                                                  | ۱۰٫۵ (۵۱)                                                 | ۱۵٫۸ (۶۰)                                                 | ۲۰٫۱ (۶۸)                                                 | ۲۵٫۱ (۷۷)                                                 | ۲۷٫۴ (۸۱)                                                 | ۲۶٫۰ (۷۹)                                                 | ۲۱٫۲ (۷۰)                                                 | ۱۴٫۷ (۵۸)                                                 | ۹٫۰ (۴۸)                                                  | ۴٫۶ (۴۰)                                                  | ۱۵٫۲ (۵۹)                                                 |
| میانگین کم‌ترین °C (°F)                                                                                           | −۰٫۹ (۳۰)                                                 | ۰٫۵ (۳۳)                                                  | ۵٫۵ (۴۲)                                                  | ۱۰٫۱ (۵۰)                                                 | ۱۳٫۴ (۵۶)                                                 | ۱۷٫۲ (۶۳)                                                 | ۱۸٫۹ (۶۶)                                                 | ۱۷٫۲ (۶۳)                                                 | ۱۲٫۷ (۵۵)                                                 | ۷٫۸ (۴۶)                                                  | ۳٫۸ (۳۹)                                                  | ۰٫۴ (۳۳)                                                  | ۸٫۹ (۴۸)                                                  |
| سابقهٔ کم‌ترین °C (°F)                                                                                             | −۲۶٫۶ (−۱۶)                                               | −۱۷٫۶ (۰)                                                 | −۱۲٫۹ (۹)                                                 | −۶٫۱ (۲۱)                                                 | ۱٫۲ (۳۴)                                                  | ۸٫۴ (۴۷)                                                  | ۱۰٫۹ (۵۲)                                                 | ۸٫۲ (۴۷)                                                  | −۱ (۳۰)                                                   | −۴٫۴ (۲۴)                                                 | −۱۳٫۵ (۸)                                                 | −۱۹٫۵ (−۳)                                                | −۲۶٫۶ (−۱۶)                                               |
| بارندگی میلی‌متر (اینچ)                                                                                           | ۱۰۰ (۳٫۹۴)                                                | ۹۵ (۳٫۷۴)                                                 | ۱۰۲ (۴٫۰۲)                                                | ۱۱۲ (۴٫۴۱)                                                | ۷۵ (۲٫۹۵)                                                 | ۱۷ (۰٫۶۷)                                                 | ۴ (۰٫۱۶)                                                  | ۱ (۰٫۰۴)                                                  | ۴ (۰٫۱۶)                                                  | ۲۹ (۱٫۱۴)                                                 | ۵۵ (۲٫۱۷)                                                 | ۶۰ (۲٫۳۶)                                                 | ۶۵۴ (۲۵٫۷۵)                                               |
| میانگین روزهای بارندگی (≥ ۱٫۰ mm)                                                                                | ۸٫۵                                                       | ۹٫۱                                                       | ۱۳٫۴                                                      | ۹٫۸                                                       | ۷٫۸                                                       | ۱٫۵                                                       | ۰٫۷                                                       | ۰٫۱                                                       | ۰٫۸                                                       | ۳٫۷                                                       | ۵٫۳                                                       | ۸٫۱                                                       | ۶۸٫۸                                                      |
| درصد رطوبت | ۶۹                                                        | ۶۷                                                        | ۶۵                                                        | ۶۳                                                        | ۵۷                                                        | ۴۲                                                        | ۴۱                                                        | ۴۴                                                        | ۴۴                                                        | ۵۶                                                        | ۶۳                                                        | ۶۹                                                        | ۵۷                                                        |
| میانگین روزانه ساعت‌های تابش آفتاب                                                                                | ۱۲۰                                                       | ۱۲۱                                                       | ۱۵۶                                                       | ۱۹۸                                                       | ۲۸۱                                                       | ۳۳۷                                                       | ۳۵۲                                                       | ۳۳۸                                                       | ۲۸۹                                                       | ۲۲۴                                                       | ۱۶۴                                                       | ۱۱۹                                                       | ۲٬۶۹۹                                                     |
| منبع شماره ۱: Pogoda.ru.net                                                                                      |                                                           |                                                           |                                                           |                                                           |                                                           |                                                           |                                                           |                                                           |                                                           |                                                           |                                                           |                                                           |                                                           |
| منبع شماره ۲: Deutscher Wetterdienst (humidity 1951–1993 and precipitation days 1961–1990) NOAA (sun, 1961–1990) |                                                           |                                                           |                                                           |                                                           |                                                           |                                                           |                                                           |                                                           |                                                           |                                                           |                                                           |                                                           |                                                           |

| داده‌های اقلیم خجند (۱۹۶۱–۱۹۹۰، رکوردهای اوج ۱۹۳۶–اکنون)                                                                                                | داده‌های اقلیم خجند (۱۹۶۱–۱۹۹۰، رکوردهای اوج ۱۹۳۶–اکنون) | داده‌های اقلیم خجند (۱۹۶۱–۱۹۹۰، رکوردهای اوج ۱۹۳۶–اکنون) | داده‌های اقلیم خجند (۱۹۶۱–۱۹۹۰، رکوردهای اوج ۱۹۳۶–اکنون) | داده‌های اقلیم خجند (۱۹۶۱–۱۹۹۰، رکوردهای اوج ۱۹۳۶–اکنون) | داده‌های اقلیم خجند (۱۹۶۱–۱۹۹۰، رکوردهای اوج ۱۹۳۶–اکنون) | داده‌های اقلیم خجند (۱۹۶۱–۱۹۹۰، رکوردهای اوج ۱۹۳۶–اکنون) | داده‌های اقلیم خجند (۱۹۶۱–۱۹۹۰، رکوردهای اوج ۱۹۳۶–اکنون) | داده‌های اقلیم خجند (۱۹۶۱–۱۹۹۰، رکوردهای اوج ۱۹۳۶–اکنون) | داده‌های اقلیم خجند (۱۹۶۱–۱۹۹۰، رکوردهای اوج ۱۹۳۶–اکنون) | داده‌های اقلیم خجند (۱۹۶۱–۱۹۹۰، رکوردهای اوج ۱۹۳۶–اکنون) | داده‌های اقلیم خجند (۱۹۶۱–۱۹۹۰، رکوردهای اوج ۱۹۳۶–اکنون) | داده‌های اقلیم خجند (۱۹۶۱–۱۹۹۰، رکوردهای اوج ۱۹۳۶–اکنون) | داده‌های اقلیم خجند (۱۹۶۱–۱۹۹۰، رکوردهای اوج ۱۹۳۶–اکنون) |
| ماه | ژانویه                                                  | فوریه                                                   | مارس                                                    | آوریل                                                   | مه                                                      | ژوئن                                                    | ژوئیه                                                   | اوت                                                     | سپتامبر                                                 | اکتبر                                                   | نوامبر                                                  | دسامبر                                                  | سال                                                     |
| --- | ------------------------------------------------------- | ------------------------------------------------------- | ------------------------------------------------------- | ------------------------------------------------------- | ------------------------------------------------------- | ------------------------------------------------------- | ------------------------------------------------------- | ------------------------------------------------------- | ------------------------------------------------------- | ------------------------------------------------------- | ------------------------------------------------------- | ------------------------------------------------------- | ------------------------------------------------------- |
| سابقهٔ بیش‌ترین °C (°F) | ۱۵٫۷ (۶۰)                                               | ۲۲٫۱ (۷۲)                                               | ۲۸٫۸ (۸۴)                                               | ۳۶٫۵ (۹۸)                                               | ۳۹٫۹ (۱۰۴)                                              | ۴۳٫۵ (۱۱۰)                                              | ۴۵٫۹ (۱۱۵)                                              | ۴۳٫۸ (۱۱۱)                                              | ۳۸٫۴ (۱۰۱)                                              | ۳۳٫۸ (۹۳)                                               | ۲۵٫۰ (۷۷)                                               | ۲۱٫۱ (۷۰)                                               | ۴۵٫۹ (۱۱۵)                                              |
| میانگین بیش‌ترین °C (°F) | ۳٫۵ (۳۸)                                                | ۶٫۲ (۴۳)                                                | ۱۳٫۸ (۵۷)                                               | ۲۱٫۹ (۷۱)                                               | ۲۸٫۶ (۸۳)                                               | ۳۴٫۲ (۹۴)                                               | ۳۵٫۵ (۹۶)                                               | ۳۲٫۴ (۹۰)                                               | ۲۸٫۸ (۸۴)                                               | ۲۰٫۶ (۶۹)                                               | ۱۲٫۳ (۵۴)                                               | ۵٫۶ (۴۲)                                                | ۲۰٫۲۸ (۶۸٫۴)                                            |
| میانگین روزانه °C (°F) | −۰٫۳ (۳۱)                                               | ۱٫۷ (۳۵)                                                | ۸٫۵ (۴۷)                                                | ۱۶٫۲ (۶۱)                                               | ۲۱٫۸ (۷۱)                                               | ۲۶٫۹ (۸۰)                                               | ۲۸٫۳ (۸۳)                                               | ۲۶٫۱ (۷۹)                                               | ۲۰٫۸ (۶۹)                                               | ۱۳٫۹ (۵۷)                                               | ۷٫۳ (۴۵)                                                | ۲٫۰ (۳۶)                                                | ۱۴٫۴ (۵۸)                                               |
| میانگین کم‌ترین °C (°F) | −۳٫۴ (۲۶)                                               | −۱٫۸ (۲۹)                                               | ۴٫۲ (۴۰)                                                | ۱۰٫۷ (۵۱)                                               | ۱۵٫۵ (۶۰)                                               | ۱۹٫۶ (۶۷)                                               | ۲۱٫۲ (۷۰)                                               | ۱۸٫۸ (۶۶)                                               | ۱۳٫۶ (۵۶)                                               | ۸٫۱ (۴۷)                                                | ۳٫۴ (۳۸)                                                | −۰٫۵ (۳۱)                                               | ۹٫۱۲ (۴۸٫۴)                                             |
| سابقهٔ کم‌ترین °C (°F) | −۲۲٫۸ (−۹)                                              | −۲۲٫۲ (−۸)                                              | −۱۳٫۶ (۸)                                               | −۳٫۹ (۲۵)                                               | ۰٫۸ (۳۳)                                                | ۸٫۷ (۴۸)                                                | ۱۰٫۵ (۵۱)                                               | ۷٫۰ (۴۵)                                                | ۱٫۴ (۳۵)                                                | −۶٫۸ (۲۰)                                               | −۱۸٫۸ (−۲)                                              | −۲۰ (−۴)                                                | −۲۲٫۸ (−۹)                                              |
| بارندگی میلی‌متر (اینچ) | ۱۵٫۷ (۰٫۶۲)                                             | ۱۵٫۷ (۰٫۶۲)                                             | ۲۶٫۱ (۱٫۰۳)                                             | ۳۱٫۴ (۱٫۲۴)                                             | ۱۷٫۲ (۰٫۶۸)                                             | ۴٫۶ (۰٫۱۸)                                              | ۲٫۳ (۰٫۰۹)                                              | ۱٫۷ (۰٫۰۷)                                              | ۲٫۷ (۰٫۱۱)                                              | ۱۶٫۹ (۰٫۶۷)                                             | ۱۳٫۷ (۰٫۵۴)                                             | ۱۶٫۸ (۰٫۶۶)                                             | ۱۶۴٫۸ (۶٫۴۹)                                            |
| میانگین روزهای بارندگی | ۱۱٫۴                                                    | ۱۱٫۰                                                    | ۱۲٫۷                                                    | ۱۲٫۶                                                    | ۱۲٫۰                                                    | ۶٫۳                                                     | ۴٫۱                                                     | ۲٫۶                                                     | ۳٫۲                                                     | ۶٫۸                                                     | ۷٫۴                                                     | ۱۰٫۴                                                    | ۱۰۰٫۵                                                   |
| درصد رطوبت | ۷۷٫۸                                                    | ۷۵٫۴                                                    | ۶۴٫۰                                                    | ۵۶٫۳                                                    | ۴۸٫۷                                                    | ۳۴٫۸                                                    | ۳۳٫۸                                                    | ۳۸٫۴                                                    | ۴۳٫۳                                                    | ۵۵٫۴                                                    | ۷۵٫۲                                                    | ۷۶٫۴                                                    | ۵۶٫۶۳                                                   |
| میانگین روزانه ساعت‌های تابش آفتاب | ۱۲۶                                                     | ۱۳۱                                                     | ۱۶۸                                                     | ۲۱۱                                                     | ۲۹۷                                                     | ۳۵۸                                                     | ۳۸۲                                                     | ۳۶۳                                                     | ۳۰۰                                                     | ۲۲۵                                                     | ۱۶۰                                                     | ۱۰۶                                                     | ۲٬۸۲۷                                                   |
| منبع شماره ۱: سازمان جهانی هواشناسی (میانگین بیشینه و کمینه/بارندگی/روزهای بارندگی ۱۹۶۱–۱۹۹۰) اداره ملی اقیانوسی و جوی (میانگین دما و آفتاب ۱۹۶۱–۱۹۹۰) |                                                         |                                                         |                                                         |                                                         |                                                         |                                                         |                                                         |                                                         |                                                         |                                                         |                                                         |                                                         |                                                         |
| منبع شماره ۲: climatebase.ru (humidity), Meteo Climat (record highs and lows)                                                                          |                                                         |                                                         |                                                         |                                                         |                                                         |                                                         |                                                         |                                                         |                                                         |                                                         |                                                         |                                                         |                                                         |

## مشکلات زیست‌محیطی
بیشتر مشکلات زیست‌محیطی تاجیکستان با سیاست‌های کشاورزی تحمیل‌شده بر این کشور در دورهٔ شوروی مرتبط است. تا سال ۱۹۹۱، استفادهٔ سنگین از کودهای شیمیایی و مواد شیمیایی کشاورزی یکی از دلایل اصلی آلودگی در این جمهوری بود. از جملهٔ این مواد شیمیایی دی‌دی‌تی بود که طبق کنوانسیون بین‌المللی ممنوع شده بود و چندین مادهٔ خزان‌کننده و علف‌کش. این مواد شیمیایی علاوه بر آسیبی که به هوا، زمین و آب وارد کرده‌اند، بذرهای پنبه را نیز آلوده کرده‌اند که روغن آن‌ها به‌طور گسترده برای پخت‌وپز استفاده می‌شود. کشاورزان پنبه و خانواده‌هایشان به‌ویژه در معرض خطر استفادهٔ بیش از حد از مواد شیمیایی کشاورزی قرار دارند، هم از طریق تماس فیزیکی مستقیم در مزرعه و هم از طریق استفاده از شاخه‌های گیاهان پنبه در خانه به عنوان سوخت. اعتقاد بر این است که همهٔ این منابع سمی در بروز بالای مرگ و میر مادران و کودکان و نقایص مادرزادی نقش دارند. در سال ۱۹۹۴، نرخ مرگ و میر نوزادان ۴۳٫۲ در هر ۱۰۰۰ تولد بود که دومین نرخ بالا در میان جمهوری‌های سابق شوروی بود. این نرخ در سال ۱۹۹۰، ۴۰٫۰ مرگ نوزاد در هر ۱۰۰۰ تولد بود.
پنبه به آبیاری بسیار شدیدی نیاز دارد. در مناطق پنبه‌کاری تاجیکستان، مزارع در قطعات بزرگ نیمه‌خشک و در قطعات احیاشده از صحرا ایجاد شدند، اما فصل رشد پنبه تابستان است، زمانی که این منطقه عملاً هیچ بارانی دریافت نمی‌کند. افزایش ۵۰ درصدی کشت پنبه که توسط برنامه‌ریزان کشاورزی شوروی و پس از شوروی بین سال‌های ۱۹۶۴ و ۱۹۹۴ اجباری شده بود، در نتیجه به منابع آب منطقه‌ای فشار زیادی وارد کرد. شبکه‌های آبیاری نامناسب منجر به رواناب گسترده‌ای شد که شوری خاک را افزایش داد و مواد شیمیایی کشاورزی سمی را به پایین‌دست به مزارع دیگر، دریای آرال و مناطق پرجمعیت منطقه منتقل کرد.
در دههٔ ۱۹۸۰، نزدیک به ۹۰ درصد از مصرف آب در آسیای مرکزی برای کشاورزی بود. از این مقدار، نزدیک به ۷۵ درصد از آمودریا و سیردریا، سرشاخه‌های اصلی دریای آرال در مرز قزاقستان-ازبکستان در شمال غربی تاجیکستان تأمین می‌شد. با جلب توجه بین‌المللی به خشک شدن دریای آرال در دههٔ ۱۹۸۰، سیاست مصرف آب به یک موضوع مورد اختلاف بین جمهوری‌های شوروی مانند تاجیکستان، جایی که رودخانه‌های اصلی از آنجا سرچشمه می‌گیرند، و کشورهای پایین‌دست‌تر، از جمله ازبکستان، تبدیل شد. در پایان دورهٔ شوروی، دولت مرکزی کنترل مرکزی سیاست مصرف آب برای آسیای مرکزی را واگذار کرده بود، اما جمهوری‌ها بر سر یک سیاست تخصیص به توافق نرسیده بودند.
صنعت نیز مشکلات آلودگی ایجاد می‌کند. یکی از عوامل اصلی آلودگی، تولید فلزات غیرآهنی است. یکی از مراکز صنعتی پیشرو تاجیکستان، کارخانهٔ آلومینیوم در تورسون‌زاده (که قبلاً رگار نامیده می‌شد)، در غرب دوشنبه در نزدیکی مرز با ازبکستان، مقادیر زیادی گازهای سمی تولید می‌کند که عامل افزایش شدید تعداد نقایص مادرزادی در میان افرادی که در محدودهٔ انتشار گازهای آن زندگی می‌کنند، شناخته شده‌است.
در سال ۱۹۹۲، شورای عالی تاجیکستان وزارت حفاظت از محیط زیست را تأسیس کرد. با این حال، فعالیت‌های اجرایی این وزارتخانه به شدت تحت تأثیر ناآرامی‌های سیاسی قرار داشت که در سال‌های اولیهٔ استقلال تاجیکستان را فراگرفته بود. تنها گروه زیست‌محیطی خصوصی ثبت‌شده در تاجیکستان در اوایل دههٔ ۱۹۹۰، شاخه‌ای از اتحاد اجتماعی-اکولوژیکی، بزرگ‌ترین انجمن زیست‌محیطی غیررسمی در اتحاد جماهیر شوروی سابق بود. وظایف اصلی شاخهٔ تاجیکستان، انجام تحقیقات زیست‌محیطی و سازماندهی اعتراضات علیه پروژهٔ نیروگاه برق‌آبی راغون بوده‌است.
خطرات طبیعی: زمین‌لرزهها با درجات مختلف و مکرر رخ می‌دهند. سیل و رانش زمین گاهی در طول آب شدن سالانهٔ بهار رخ می‌دهند.
محیط زیست - مسائل جاری: تأسیسات بهداشتی ناکافی؛ افزایش سطح شوری خاک؛ آلودگی صنعتی؛ آفت‌کشهای بیش از حد؛ بخشی از حوضهٔ در حال کوچک شدن دریای آرال از بهره‌برداری بیش از حد از آب موجود برای آبیاری و آلودگی‌های مرتبط رنج می‌برد.
محیط زیست - توافق‌نامه‌های بین‌المللی:

طرف در: تنوع زیستی، تغییرات آب و هوایی، بیابان‌زایی، اصلاح محیط زیست، حفاظت از لایهٔ اوزون

## رشته‌کوه‌های پامیر

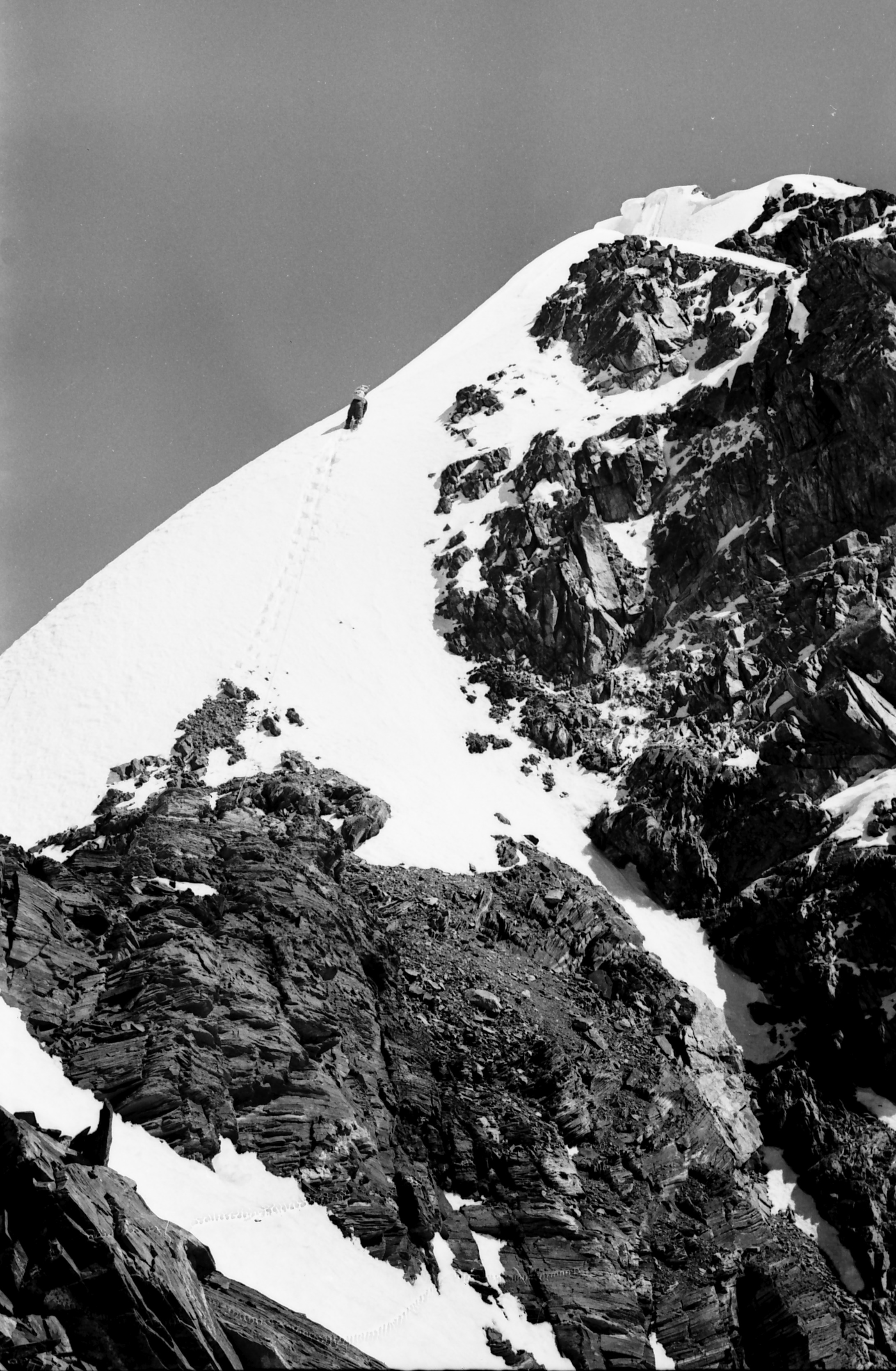
تارتو اولیکول ۳۵۰ قله‌ای به ارتفاع ۶۲۵۸ متر در رشته‌کوه‌های پامیر است.

تاجیکستان میزبان برخی از بلندترین کوه‌های جهان، از جمله رشته‌کوه‌های پامیر و آلای است. ۹۳٪ تاجیکستان کوهستانی است و ارتفاعات آن از ۳۰۰ متر تا تقریباً ۷۵۰۰ متر متغیر است و نزدیک به ۵۰٪ از قلمرو تاجیکستان بالاتر از ۳۰۰۰ متر قرار دارد.
رشته‌کوه‌های عظیم توسط صدها دره و تنگه بریده شده‌اند که در پایین آن‌ها نهرهایی جریان دارند که به دره‌های رودخانه‌ای بزرگ‌تر می‌ریزند، جایی که اکثریت جمعیت کشور در آن زندگی و کار می‌کنند. به‌ویژه پامیر به‌شدت یخچالی هستند و تاجیکستان میزبان بزرگ‌ترین یخچال غیرقطبی جهان، یخچال فدچنکو است.
رشته‌کوه‌های پامیر در تاجیکستان در ولایت خودمختار بدخشان کوهستانی (GBAO) در نیمهٔ شرقی کشور قرار دارند. مرز شمالی توسط رشته‌کوه ماوراءالای (قله استقلال ۷۱۷۴ متر، گردنه قزل‌آرت ۴۲۸۰ متر) تشکیل شده‌است. بلندترین قله، قله اسماعیل سامانی (۷۴۹۵ متر) (که قبلاً به عنوان قلهٔ استالین و قلهٔ کمونیسم شناخته می‌شد)، در لبهٔ شمال غربی GBAO قرار دارد. این قله بین قله ابن سینا (۷۱۳۴ متر) (همچنین به عنوان قله لنین شناخته می‌شود) در مرز با قرقیزستان در شمال و قله کورژنفسکایا (۷۱۰۵ متر) در رشته‌کوه آکادمی علوم (۶۷۸۵ متر) در جنوب قرار دارد. مرز جنوبی توسط شمالی‌ترین پشته‌های رشته‌کوه قراقروم، با قله مایاکوفسکی (۶۰۹۶ متر)، قله کارل مارکس (۶۷۲۶ متر)، قله انگلس (۶۵۱۰ متر) و قله کنکورد (۵۴۶۹ متر) که از غرب به شرق در امتداد مرز با افغانستان کشیده شده‌اند، تشکیل شده‌است.

## رودخانه‌ها
رودخانه‌های اصلی آسیای مرکزی، آمودریا و سیردریا، هر دو از تاجیکستان جریان دارند و از ذوب برف و یخچال‌های کوه‌های تاجیکستان و قرقیزستان تغذیه می‌شوند. بیش از ۹۰۰ رودخانه در تاجیکستان وجود دارد که طول آن‌ها بیش از ۱۰ کیلومتر است.
بزرگ‌ترین رودخانه‌های تاجیکستان عبارتند از:
- آمودریا/پنج
- برتنگ
- گونت
- کافرنهان (کافرنیگان)
- قزل‌سو
- مقسو
- مرغاب
- آب‌هینگاو
- آب‌سو
- سیردریا
- سرخنددریا
- وخش/سرخ‌آب
- وانج
- یازگولم
- زرافشان

## دریاچه‌ها
حدود ۲٪ از مساحت کشور را دریاچه‌ها پوشانده‌اند:
- مخزن قیرق‌قوم (سغد)
- اسکندرکول (رشته‌کوه‌های فن)
- کولیکالون (کول کلان) (رشته‌کوه‌های فن)
- مخزن نورک (ختلان)
- بولونکول (پامیر)
- درومکول (پامیر)
- قره‌قل (تاجیکی: Қарокӯл; شرق پامیر)
- رنگول (پامیر)
- سارز (پامیر)
- سسیک‌کول (پامیر)
- شادو (پامیر)
- شورکول (پامیر)
- تورومتایکول (پامیر)
- توزکول (پامیر)
- یاشیل‌کول (پامیر)
- زورکول (پامیر)

## مساحت و مرزها
مساحت
- کل: ۱۴۲۶۰۰ کیلومتر مربع
  - رتبهٔ کشور در جهان: ۹۴ام

- خشکی: ۱۴۱۵۱۰ کیلومتر مربع
- آب: ۲۵۹۰ کیلومتر مربع

مساحت — مقایسه‌ای
- کمی کوچکتر از نپال
- مقایسه با استرالیا: کمی بیش از دو برابر تاسمانی
- مقایسه با کانادا: کمی کمتر از دو برابر نیوبرانزویک
- مقایسه با بریتانیا: کمی بزرگتر از انگلستان
- مقایسه با ایالات متحده: کمی بزرگتر از کارولینای شمالی
- مقایسه با اتحادیه اروپا: کمی بزرگتر از یونان

مرزهای زمینی
- کل: ۳۶۵۱ کیلومتر
- کشورهای هم‌مرز: افغانستان ۱۲۰۶ کیلومتر، چین ۴۱۴ کیلومتر، قرقیزستان ۸۷۰ کیلومتر، ازبکستان ۱۱۶۱ کیلومتر

خط ساحلی۰ کیلومتر (محصور در خشکی)
مرتفع‌ترین و پست‌ترین نقاط
- پست‌ترین نقطه: سیردریا ۳۰۰ متر
- بلندترین نقطه: قله اسماعیل سامانی ۷۴۹۵ متر

سایر قله‌ها عبارتند از: قله لنین ۷۱۳۴ متر؛ قله کورژنفسکایا ۷۱۰۵ متر؛ قله استقلال ۶۹۷۴ متر

## نگارخانه

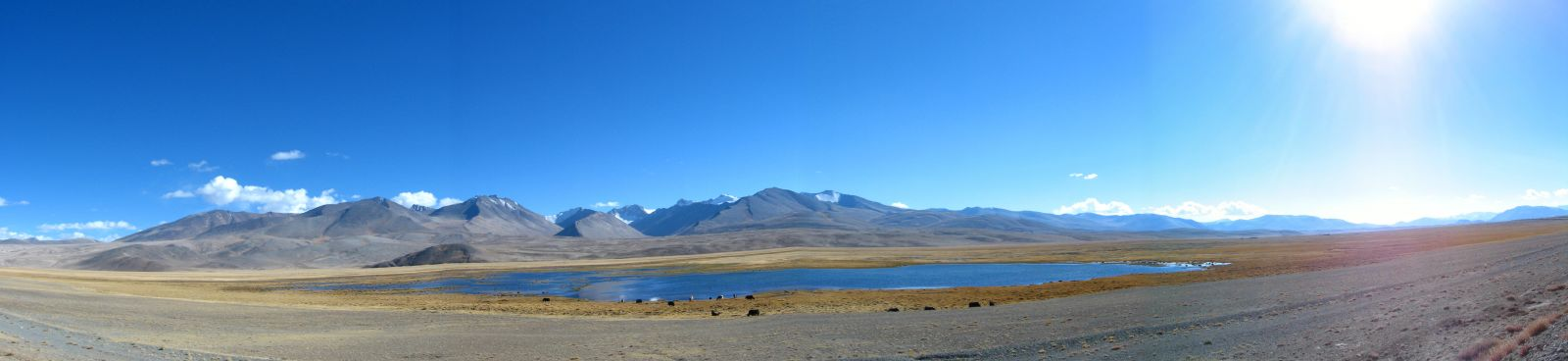
نگارهٔ گراندیس از جایی نزدیک به الیچور در تاجیکستان

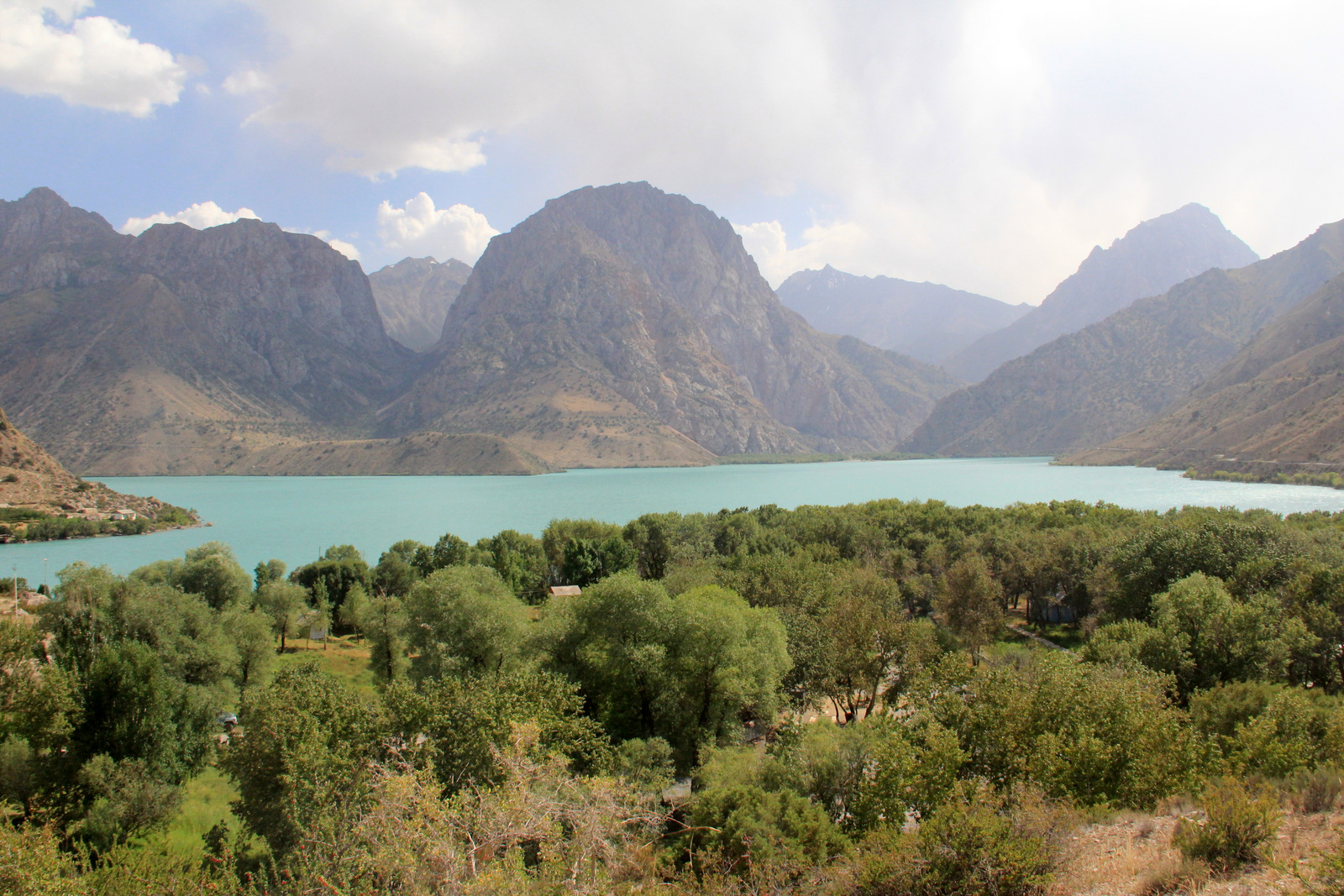
دریاچهٔ اسکندرکول
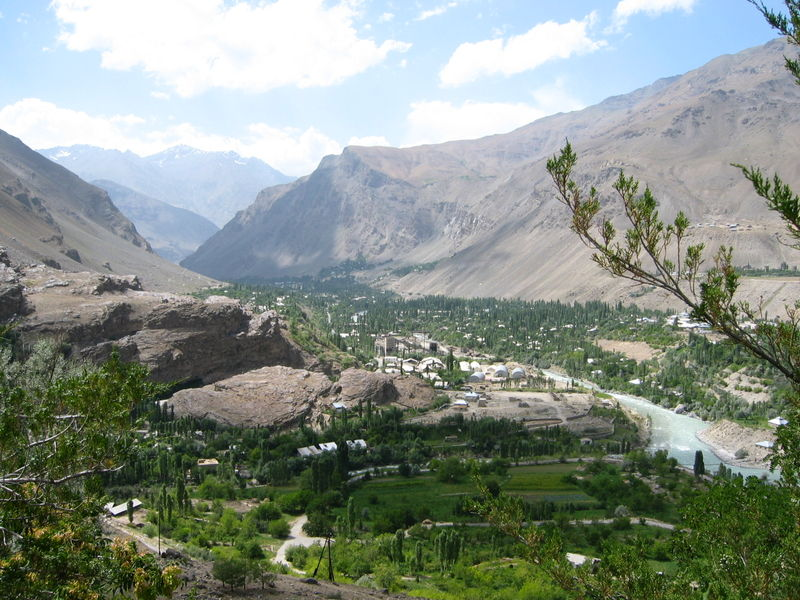
چشم‌اندازی از شهر خاروغ
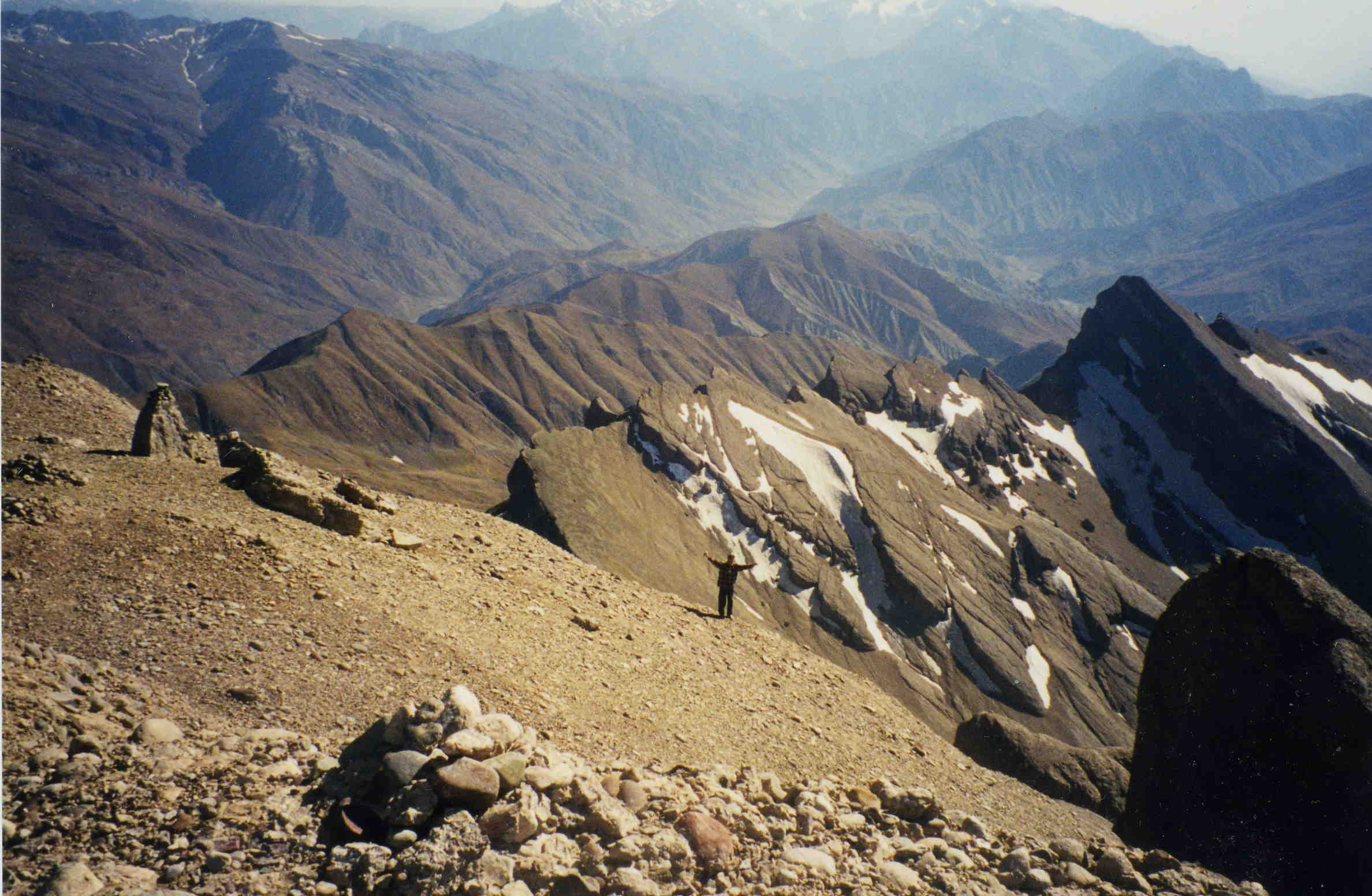
کوهستانی در تاجیکستان